# Симон, Густав (хирург)
Густав Симон (нем. Gustav Simon; 30 мая 1824 года, Дармштадт — 28 августа 1876 года, Гейдельберг) — немецкий медик, хирург и писатель.
Симон учился в Гиссенском и Гейдельбергском университетах. Преподавал в Ростокском и Гейдельбергском университетах, специализировался на военной и пластической хирургии. Симон показал, что животные с одной здоровой почкой способны поддерживать нормальный процесс выделения, а в 1869 году провел первую успешную операцию по удалению почки на человеке. В 1872 году был одним из основателей немецкого хирургического общества (Deutsche Gesellschaft für Chirurgie).

## Литературные работы
- 1851, «Über Schußwunden», Гиссен
- 1854, «Über Heilung der Blasenscheidenfisteln», Гиссен
- 1857, «Die Exstirpation der Milz», Гиссен
- 1862, «Über die Operation der Blasenscheidenfisteln», Росток
- 1868, «Mitteilungen aus der chirurgischen Klinik zu Rostock», Прага
- 1871-76 «Chirurgie der Nieren» (2 vols.), Штутгарт